# The Mystery of Room 13

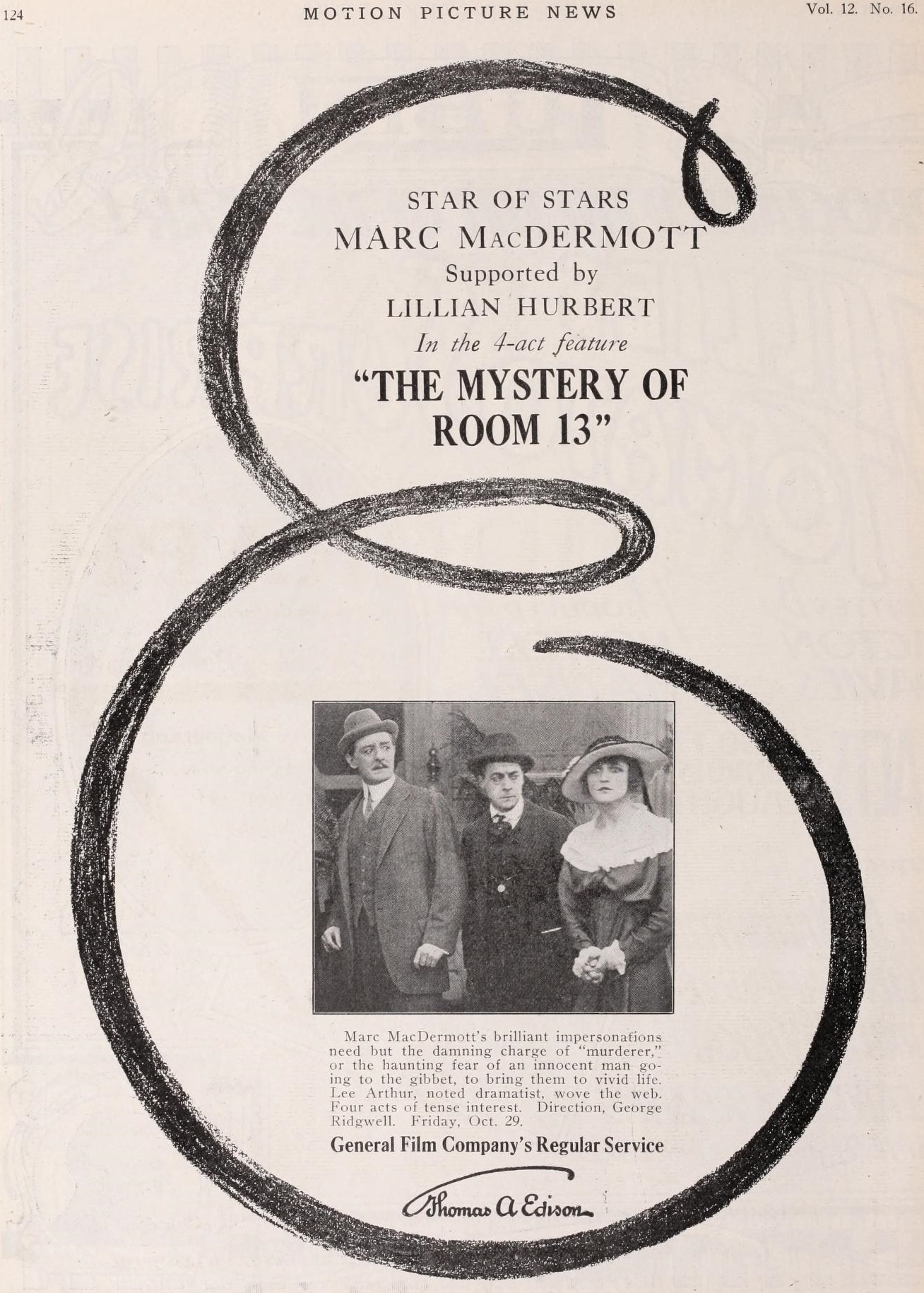

Pour plus de détails, voir Fiche technique et Distribution.
The Mystery of Room 13 est un film américain réalisé par George Ridgwell, sorti en 1915.

## Synopsis
Son mariage avec le Comte Rizzo battant de l'aile, June Baxter quitte la ville pour aller travailler dans l'usine de son père. Avec l'aide de Clay Foster, le directeur, June met en place de nombreuses réformes pour aider les ouvriers. Un amour naît entre June et Clay, mais le comte refuse de divorcer, jusqu'à ce que, dans une mauvaise passe financière, il accepte moyennant paiement. Suivie par Clay, June va dans la chambre du comte, la n° 13, pour discuter de cet arrangement. Le comte demandant une somme exorbitante, ils en viennent aux mains et June n'est sauvée que par l'intervention de Clay. Le lendemain matin, le compte est retrouvé mort, assassiné, et June est arrêtée. Pour la sauver, Clay se dénonce. Le vrai coupable est finalement découvert par un journaliste et Clay et June peuvent alors se marier.

## Fiche technique
- Titre original : The Mystery of Room 13
- Réalisation : George Ridgwell
- Scénario : Lee Arthur
- Société de production : Edison Company
- Société de distribution : General Film Company
- Pays d’origine :  États-Unis
- Langue originale : anglais
- Format : noir et blanc — 35 mm — 1,37:1 — Film muet
- Genre : Film policier
- Durée : 4 bobines (1 200 m)
- Date de sortie :
  - États-Unis : 29 octobre 1915

## Distribution
- Lillian Herbert : June Baxter
- Marc McDermott : Clay Foster
- Guido Colucci : Comte Giuseppe Rizzo
- Carlton S. King : Bruce Spencer
- T. Tamamoto : Antonio Guerrio
- Lena Davril : Phillipa Guerrio
- Margery Bonney Erskine : Mme Montague
- George A. Wright : le serveur